# Olimpiada szachowa 1928
2. Olimpiada szachowa rozegrana została w Hadze w dniach 21 lipca–6 sierpnia 1928 roku.
Na starcie stanęło 17 drużyn i 86 uczestników. Mecze odbywały się na 4 szachownicach. Zawody rozegrano systemem kołowym na dystansie 16 rund. W każdym zespole mogło wystąpić 5 zawodników, którzy nie byli na stałe przypisani do konkretnych szachownic, tzn. w każdym meczu skład mógł być dowolnie przestawiany. 
Medale zdobyli reprezentanci Węgier (złote), Stanów Zjednoczonych (srebrne) oraz Polski (brązowe).

## Wyniki końcowe
| Miejsce | Kraj              | Punkty |
| ------- | ----------------- | ------ |
| 1       | Węgry             | 44     |
| 2       | Stany Zjednoczone | 39½    |
| 3       | Polska            | 37     |
| 4       | Austria           | 36½    |
| 5       | Dania             | 34     |
| 6       | Szwajcaria        | 34     |
| 7       | Czechosłowacja    | 34     |
| 8       | Argentyna         | 33½    |
| 9       | Rzesza Niemiecka  | 31½    |
| 10      | Holandia          | 31½    |
| 11      | Francja           | 31     |
| 12      | Belgia            | 31     |
| 13      | Szwecja           | 31     |
| 14      | Łotwa             | 30     |
| 15      | Włochy            | 26½    |
| 16      | Rumunia           | 25½    |
| 17      | Hiszpania         | 13½    |

## Medaliści drużynowi
| Szach.         | Zawodnicy           | Punkty | Partie | Procent |
| -------------- | ------------------- | ------ | ------ | ------- |
| Medale złote   |                     |        |        |         |
|                | Géza Nagy           | 11½    | 16     | 71,9    |
|                | Endre Steiner       | 11½    | 16     | 71,9    |
|                | Árpád Vajda         | 10½    | 16     | 65,6    |
|                | Kornél Havasi       | 10½    | 16     | 65,6    |
| Medale srebrne |                     |        |        |         |
|                | Isaac Kashdan       | 13     | 15     | 86,7    |
|                | Herman Steiner      | 10½    | 16     | 65,6    |
|                | Samuel Factor       | 6½     | 11     | 59,1    |
|                | Erling Tholfsen     | 6½     | 13     | 50      |
|                | Milton Hanauer      | 3      | 9      | 33,3    |
| Medale brązowe |                     |        |        |         |
|                | Kazimierz Makarczyk | 8      | 16     | 50      |
|                | Paulin Frydman      | 6½     | 12     | 54,2    |
|                | Teodor Regedziński  | 10     | 13     | 76,9    |
|                | Mieczysław Chwojnik | 6      | 11     | 54,5    |
|                | Abram Blass         | 6½     | 12     | 54,2    |

## Najlepsze wyniki indywidualne
Nagrodzono sześciu najlepszych zawodników, za kryterium przyjmując procent zdobytych punktów.
| Miejsce | Zawodnicy          | Punkty | Partie | Procent |
| ------- | ------------------ | ------ | ------ | ------- |
| 1       | Isaac Kashdan      | 13     | 15     | 86,7    |
| 2       | André Muffang      | 12½    | 16     | 78,1    |
| 3       | Teodor Regedziński | 10     | 13     | 76,9    |
| 4       | Endre Steiner      | 11½    | 16     | 71,9    |
| 4       | Géza Nagy          | 11½    | 16     | 71,9    |
| 6       | William Rivier     | 7½     | 11     | 68,2    |